# Cristóbal Colón (croiseur)
Pour les autres navires du même nom, voir Cristóbal Colón (navire).
Le Cristóbal Colón  était un croiseur cuirassé de la Marine espagnole. Il fait partie de la classe Giuseppe Garibaldi. Celui-ci fut construit sur les chantiers Gio.Ansaldo & C. de Gênes (Italie) dans les années 1890.

## Conception
Le Cristóbal Colón a été construit en Italie sous le nom de Giuseppe Garibaldi. Sa construction a été prévu en 1895, et son lancement en septembre 1896. Il est vendu à l'Espagne, et livré à la Marine espagnole au port de Gênes le 16 mai 1897. Avec un bon blindage et un fort armement il restait très rapide, par rapport à l'époque. 

Sa conception était un compromis entre les cuirassés et les croiseurs de l'époque, mais assez puissant a été conçue pour être un type intermédiaire de navire entre cuirassés et croiseurs existants, assez puissant pour devancer des navires plus puissants. En ce sens, il était le premier croiseur cuirassé de la marine espagnole. Toutefois, le ministère espagnol de la Marine a rejeté ses  canons de 10 pouces (250 mm) et il a été livré sans eux, ce qui nuirait à sa puissance de feu.

## Histoire
Le Cristóbal Colón a été intégré à la 1re Escadre de la Flotte espagnole au moment où les tensions avec les États-Unis étaient en hausse après l'explosion et le naufrage du cuirassé USS Maine dans le port de La Havane, à Cuba, le 15 février 1898. 

L'escadre s'est  concentrée à São Vicente au Cap-Vert en partant de Cadix, le 8 avril 1898. Avec le croiseur cuirassé Infanta María Teresa, navire amiral du vice-amiral Pascual Cervera y Topete, et trois destroyers, ils sont arrivés à São Vicente, le 14 avril 1898, ayant connu des problèmes de machines et ayant brûlé des quantités excessives de charbon durant le voyage. 

Deux canons factices en bois avaient été montés pour remplacer les canons de 10 pouces non installés au départ du Cristóbal Colón.

### Début de laguerre hispano-américaine
La guerre a commencé alors que le Cristóbal Colón était encore à São Vicente. À cause de la neutralité du Portugal et conformément au droit international, l'Escadre de Cerveca n'a quitté São Vicente que les 24 heures après la déclaration de guerre. Le 29 avril 1898 l'Escadre a appareillé à destination de San Juan, à Porto Rico. 

L'Escadre a d'abord atteint Fort-de-France en Martinique le 10 mai 1898 en restant dans les eaux internationales. Deux destroyers espagnols sont entrés au port pour demander du charbon. La France étant neutre, l'approvisionnement en charbon ne s'est pas fait. L'escadre espagnole est partie le 12 mai 1898 pour  Curaçao. Arrivé à Willemstad, aux Antilles néerlandaises, le 14 mai 1898. En vertu de la neutralité des Pays-Bas seuls l’Infanta María Teresa et son sister-ship Vizcaya ont pu entrer au port pour un chargement de 610 tonnes de charbon. 
Le 15 mai, les navires espagnols sont partis, non plus à destination de San Juan, qui pour l'instant était sous un blocus de l’US Navy, mais vers Santiago de Cuba, sur la côte sud-est de Cuba, où il est arrivé le 19 mai 1898. Cervera espérait refaire le plein de charbon de ses navires avant que le blocus s'établisse sur Santiago de Cuba. Son escadre était encore dans le port quand une escadre américaine, le Flying Squadron est arrivé le 27 mai 1898 et commença un blocus qui aller durer 37 jours.

### Bataille de Santiago de Cuba
Le Cristóbal Colón était ancré dans le chenal d'entrée du port dans une position d'appui aux batteries côtières, et le 28 mai 1898 fut le premier navire de l'escadre espagnole à être identifié comme étant à Santiago de Cuba.  
L'action immédiate de la force américaine de blocus  fut une première offensive.  À 14 heures le 31 mai 1898, les cuirassés du Flying Squadron, USS Iowa et USS Massachusetts et le croiseur USS New Orleans ouvrent le feu sur le Cristóbal Colón et sur les fortifications côtières à environ 6 400 m d'eux, et le Cristóbal Colón et l'artillerie côtière ripostent. Les Américains cessent le feu à 14 heures 10, et les Espagnols à 15 heures. Ni les uns ni les autres ne subissent de pertes. 
Le blocus continue avec des bombardements américains continus sur le port. Certains marins des équipages débarquent et constituent une brigade navale pour aider l'Armée de terre des États-Unis qui encercle Santiago de Cuba. 
Au début de juillet 1898, la menace de voir tomber Santiago de Cuba décide Cervera à essayer de s'échapper dans un ultime espoir par la mer en forçant le blocus.  La décision est prise le 1er juillet 1898, pour ce coup de force fixé au 3 juillet 1898. L'équipage du Cristóbal Colón, de retour de son service à terre, prépare cette action dès le 2 juillet 1898.  Le vice-amiral Cervera, à bord de l’Infanta María Teresa conduira l'évasion en tête. Il attaquera, en se sacrifiant, le plus rapide navire américain, le croiseur cuirassé USS Brooklyn, permettant au reste de l'escadre d'éviter le contact et s'échapper vers l'ouest sur la mer ouverte. 
À environ 8 heures 45, le 3 juillet 1898, les navires espagnols débute la manœuvre  et forme leur ligne de formation, le Cristóbal Colón en troisième position, suivant les croiseurs cuirassés Vizcaya et IInfanta María Teresa ; le croiseur protégé Almirante Oquendo et les destroyers torpilleurs Furor et Pluton derrière lui. L'escadre américaine a aperçu les navires espagnols dans le chenal à environ 9 heures 35, et la bataille de Santiago de Cuba a commencé. 
Alors que l’Infante Maria Teresa et le Vizcaya fonce sur l'USS Brooklyn, le Cristóbal Colón, l’Almirante Oquendo, et les deux destroyers torpilleurs vont vers l'ouest à toute vapeur pour atteindre la haute mer. Lorsque  l'USS Brooklyn se tourne vers l'est et encore loin de l’Infante Maria Teresa, les quatre autres navires espagnols sortent déjà du port en ligne, passant proche du dernier obstacle sur leur chemin, le yacht armé USS Vixen.  
Une course-poursuite s'entame avec l'escadre américaine à moins d'un mille du port et des navires espagnols. Tous les navires des deux escadres font feu de toute l'artillerie disponible sur le flanc de combat. Le Cristóbal Colón frappe par deux fois l'USS Iowa, dont une sous de la ligne de flottaison. Cela ce ralentit l'USS Iowa, mais ne le force pas au cessez-le-feu. 
L'escadre espagnole commence à avoir des pertes, et des débuts d'incendie pouvant atteindre les soutes à munition. L’Infante Maria Teresa tente en premier une sortie de la ligne de feu et va s'échouer à quelques milles à l'ouest de Santiago de Cuba vers 10 heures 25. Cinq minutes plus tard, l’Almirante Oquendo tourne vers la plage à quelques centaines de mètres plus à l'ouest cinq minutes plus tard. À 11 heures 06, le Vizcaya tourne à droite s'échouer vers la terre. 
Le Cristóbal Colón se retrouve seul à s'éloigner, le reste de l'escadre espagnole étant hors combat. Mais ses moteurs ayant été très sollicités durant ces derniers mois, il ne peut atteindre sa vitesse maximale et navigue à 15 nœuds (28 km/h) environ. Le plus rapide et le plus proche des navires américains  est l'USS Brooklyn qui est à six miles (10 km) derrière et l'USS Vixen n'est pas loin derrière lui. Le croiseur USS New York, faisant 20 nœuds (37 km/h), pouvait le rattraper, avec, plus loin derrière, les cuirassés, USS Texas et USS Oregon faisant route à toute vitesse à sa poursuite. 
Après une heure de course, le Cristóbal Colón commence à perdre de vitesse. À 12 heures 20, l'USS Oregon commence à tirer au canon de 13 pouces (330 mm) juste à l'arrière du Cristóbal Colón, bientôt suivi des tirs de 8 pouces (203 mm) de l'USS Brooklyn et de l'USS New York, entourant le bateau espagnol. En revanche, il n'avait qu'un seul canon de 6 pouces (152 mm) qui pointait sur ses poursuivants. Quand il n'était plus qu'à 2 000 mètres de la plage, le commandant du Cristóbal Colón, le capitaine José de Paredes, a décidé que la chasse était terminée. Pour sauver la vie de son équipage, il alla s'échouer dans l'embouchure de la rivière Tarquin, à 120 km à l'ouest de Santiago de Cuba, à 13 heures 15. C'était la fin de la bataille de Santiago de Cuba. 
Certains des marins arrivés à terre furent tués par des insurgés cubains qui commençaient à tirer sur les survivants des épaves de bateaux espagnols. D'autres ont été secourus par les marins américains qui sont venus près de l'épave dans des embarcations de sauvetage. 
Cette nuit-là, une équipe de sauvetage de la marine américaine de l'USS Vulcan a considéré que le Cristóbal Colón avait une valeur de récupération et l'a remorqué sur les rochers. Mais manquant d'étanchéité il a rapidement chaviré et coulé.